# Пиротска
„Пиротска“ е основна, централна улица в София, една от най-старите в столицата. Тя е търговска улица, на която са разположени множество стопански обекти – офиси, магазини, заведения за хранене, ателиета, хотел.

## Местоположение
Започва при някогашния площад „Бански“, срещу джамията „Баня баши“. Простира се между булевард „Княгиня Мария-Луиза“ (на изток) до улица „Хисар“ при градата „Света Троица“ (на запад), където е задънена. Пресича се с централни улици и основни пътища на София като „Княз Борис I“, булевард „Стефан Стамболов“, „Цар Самуил“, „Христо Ботев“, „Опълченска“, бул. „Инж. Иван Иванов“, булевард „Димитър Петков“ и булевард „Константин Величков“, както и с Женския пазар и пазара „Никола Петков“ на пресечката с едноименния булевард.

## История
„Пиротска“ е една от старите софийски улици, кръстена на града, към който води – Пирот, днес в Сърбия (подобно на много други, някои от които вече прекръстени: „Самоковска“, „Ломско шосе“ и т.н.). Стигала е до тогавашните покрайнини на града.
Името ѝ е сменяно няколко пъти. След Деветосептемврийския преврат от 1944 година улицата първоначално е наречена „Маршал Йосип Броз Тито“, на името на югославския комунистически лидер Йосип Броз Тито. След разрива между Тито и Сталин в 1948 година, името ѝ е сменено на „Андрей Жданов“ по името на съветския партиен и държавен ръководител Андрей Жданов. В средата на 80-те години под влияние на започналата перестройка и политиката на гласност в Съветския съюз улицата е преименувана на „Трети април“, деня, в който София е избрана за столица на Княжество България. След 1990 година е върнато старото ѝ име „Пиротска“.

## Транспорт
По ул. „Пиротска“ в участъка между Женския пазар и бул. „Констатин Величков“ минава трамвайна линия 22, като в участъка между Женския пазар и ул. „Странджа“ минава и трамвайна линия 20.
Улица „Пиротска“ е с няколко части на организацията на движение на МПС. Между булевард „Мария Луиза“ и булевард „Стефан Стамболов“ улица „Пиротска“ е оформена като пешеходна зона. Между булевард „Стефан Стамболов“ и булевард „Христо Ботев“ е с разрешено двупосочно движение и към запад в посока булевард „Константин Величков“, и към изток в посока Женския пазар. В участъка между булевард „Христо Ботев“ и булевард „Инж. Иван Иванов“ обаче движението на МПС е еднопосочно и само в посока изток към Женския пазар. В целия останал участък на запад след булевард „Инж. Иван Иванов“ „Пиротска“ отново е с двупосочно движение.

## Обекти
На „Пиротска“ или в непосредствена близост до нея се намират следните обекти:
Северна страна
- Македонски културен дом (№5);
- Трета софийска мъжка гимназия, днес 18 СОУ „Уилям Гладстон“ (№68);

Сградата е завършена през 1907 година по проект на архитект Георги Фингов;
- Църква „Свети Николай Софийски“ (№76);
- Първа софийска прогимназия „Христо Ботев“, днес 134 СОУ „Димчо Дебелянов“ (№78). Сградата е завършена през 1908 година по проект на архитектите Георги Фингов и Кирил Маричков;
- Общинска градина „Света Троица“.

Южна страна
- Национален център по наркомании (№117);
- Битракова къща (на ъгъла с бул. „Стефан Стамболов“);
- Факултет Пожарна и аварийна безопасност при Академията на МВР (№171);
- Главна дирекция Пожарна безопасност и спасяване на МВР (№171А).